# Rieden (Alto Palatinato)
Rieden è un comune tedesco situato nel circondario di Amberg-Sulzbach, nel land della Baviera.